# HD 117919
HD 117919，又名CD-47 8417，SAO 224254、HR 5103，是一颗恒星，视星等为6.33，位于銀經310.29，銀緯13.98，其B1900.0坐标为赤經13h 28m 24.1s，赤緯-47° 13.98′ 32″。